# Protogyrinus sculpturatus
Protogyrinus sculpturatus is een keversoort uit de familie van schrijvertjes (Gyrinidae). De wetenschappelijke naam van de soort is voor het eerst geldig gepubliceerd in 1905 door Mjoeberg.